# Kościerzyn Wielki
Kościerzyn Wielki (prononciation : [kɔɕˈt͡ɕɛʐɨn ˈvjɛlki], en allemand : Carlsbach) est un  village polonais de la gmina de Wyrzysk dans le powiat de Piła de la voïvodie de Grande-Pologne dans le centre-ouest de la Pologne.
Il se situe à environ 7 kilomètres au nord de Wyrzysk (siège de la gmina), 36 kilomètres à l'est de Piła (siège du powiat), et à 93 kilomètres au nord de Poznań (capitale de la Grande-Pologne).

## Histoire
De 1975 à 1998, le village faisait partie du territoire de la voïvodie de Piła.

Depuis 1999, Kościerzyn Wielki est situé dans la voïvodie de Grande-Pologne.
Le village possède une population de 373 habitants en 2008.